# Jetsam-Moräne
Die Jetsam-Moräne ist eine dünne Mittelmoräne zwischen dem Benson-Gletscher und dem Midship-Gletscher in den Prince Albert Mountains im ostantarktischen Viktorialand. Sie verläuft bogenförmig über eine Strecke von 10 km vom Mount Razorback bis hinter die Nordostseite des Black Pudding Peak.
Die Mannschaft des New Zealand Antarctic Research Programme, die hier in der Saison 1989/1990 Feldforschungen betrieb, benannte sie in Verbindung mit den Flotsam-Moränen nach ihren an Strandgut (englisch jetsam) und Treibgut (englisch flotsam) erinnernden Schuttablagerungen.